# Indyjskie Zgromadzenie Ludowe
Indyjskie Zgromadzenie Ludowe (hindi भारतीय जनसंघ, ang. Bharatiya Jana Sangh, BJS) – indyjska partia polityczna. Prowadziła działalność w latach 1951–1980. Należała do sangha pariwar – rodziny organizacji nacjonalistycznych.

## Historia
Bharatiya Jana Sangh powstała 21 października 1951 w Delhi. Założycielem był lider nacjonalistycznych bengalskich Hindusów Syama Prasad Mookerjee wspierany przez Rashtriya Swayamsevak Sangh (RSS).
Rok później w  wyborach parlamentarnych w 1952 zdobyła 3 mandaty. W wyborach parlamentarnych z roku 1967 uzyskała 35 miejsc w Lok Sabha. Największą poparcie zyskiwała w stanach: Radźasthan, Gudźarat, Maharasztra, Madhja Pradesz i Uttar Pradesz i Bihar. Partia przez 24 lata była jedną z wielu pozostających w cieniu INC, zajmując w najlepszym wypadku 2. lub 3. miejsce.
Podczas stanu wyjątkowego w 1975 roku, partia przyłączyła się do innych ugrupowań w proteście przeciwko Indirze Gandhi, a jeden z jej liderów, Atal Bihari Vajpayee, trafił do więzienia. 
Przed wyborami 1977 roku, BJS zainwestowała swój cały polityczny i organizacyjny potencjał w celu utworzenia jednej, zunifikowanej partii opozycyjnej. W końcu powstało ugrupowanie złożone zarówno z socjalistów, jak i regionalistów, a także byłych członków INC o nazwie Janata Party (Partia Ludowa).
Janata Party zwyciężyła w wyborach 1977 roku, a jej lider Morarji Desai, został premierem. Vajpayee objął stanowisko ministra spraw zagranicznych. Janata Party rządziła 2 lata. Po powrocie do władzy I. Gandhi, Janata rozpadła się, Indyjskie Zgromadzenie Ludowe (BJS) znów rozpoczęło działalność jako samodzielne ugrupowanie.
W 1980 Indyjskie Zgromadzenie Ludowe stało się podstawą dla utworzenia BJP, która przejęła większość jej działaczy i elektoratu.

## Ideologia
BJS realizowało ideologię hindutwy. Była pierwszą partią o ogólnoindyjskim zasięgu, która bazowała na hinduistycznej tradycji kulturowej i religijnej, akcentowała rolę systemu kastowego, tradycyjnej rodziny indyjskiej, języka hindi. Jej przywódcy w większości wywodzili się z warny braminów.

## Prezydenci
- 1	Dr. S.P. Mookerjee	 1951-52
- 2	Pt. Mauli Chandra Sharma 1954
- 3	Pt. Prem Nath Dongra	 1955
- 4	Acharya D.P. Ghosh	 1956-59
- 5	Shri Pitamber Das	 1960
- 6	Shri A. Rama Rao	 1961
- 7	Acharya D.P. Ghosh	 1962-64
- 8	Shri Bachhraj Vyas	 1965
- 9	Shri Balraj Madhok	 1966
- 10	Pandit Deen Dayal Upadhyaya     1967-68
- 11	Shri Atal Bihari Vajpayee	1969-72
- 12	Shri Lal Krishna Advani	1973-77